# Jorge Cabello Pizarro
Jorge Cabello Pizarro (Rancagua, 24 de julio de 1927 - Talca, 15 de abril de 2016) fue un médico, futbolista y político chileno que se desempeñó como regidor y diputado.

## Biografía

### Estudios y vida laboral
Hijo de Juan Cabello Ugarte y Berta Pizarro Ramos. Se casó con María Luisa Taibo Briceño el 1 de julio de 1952, con quien tuvo cuatro hijos.
Realizó sus estudios en la Escuela N.°139 de Quinta Normal y en el Liceo Valentín Letelier de Santiago. Más tarde, ingresó a la Universidad de Chile a la Facultad de Medicina, donde se tituló de médico cirujano el 1 de agosto de 1954. Posteriormente, se especializó en Pediatría y en Cirugía Plástica.
Fue médico de la Asistencia Pública y del Servicio Nacional de Salud; cirujano del Hospital Regional de Talca; y profesor en la Universidad Católica Regional.

### Actividades políticas
Fue militante del Partido Radical desde 1947. Se desempeñó como delegado del Grupo Radical ante la Directiva Nacional de la Juventud. Presidió el Partido entre el 14 de febrero al 10 de abril de 1972. Fue regidor por la Municipalidad de Talca entre 1963 a 1967.
Fue elegido diputado por diputado por la Decimosegunda Agrupación Departamental "Talca, Lontué y Curepto", período 1965-1969. Integró la Comisión Permanente de Asistencia Médico-Social e Higiene; la de Agricultura y Colonización; y la de Defensa Nacional. Miembro de la Comisión Especial de Deportes, 1965-1966; y de la Especial de Vivienda y Urbanismo, 1967-1968. Reelecto para el período 1969-1973, integró la Comisión Permanente de Salud Pública, la que también presidió en 1970; la de Economía, Fomento y Reconstrucción; y la de Gobierno Interior. Integró la Comisión Especial Técnica Investigadora para Estudiar la Situación del Ministro de Tierras y Colonización, 1969; y la Comisión Investigadora para Conocer Irregularidades de la Firma Norteamericana Xerox Corporation, 1969.
Miembro del Comité Parlamentario Radical; y presidente de la Comisión de Acusación Constitucional al Ministro de la Corte de Talca, Manuel Ruiz Aburto.
Entre las mociones presentadas, que llegaron a ser ley de la República están: la Ley N.°17.289 de 19 de febrero de 1970, Aumento al fondo de revalorización de pensiones; y la Ley N.°16.720 de 12 de diciembre de 1967, Creación Banco Nacional de Sangre.
En las elecciones de 1973 fue candidato a senador por Talca en la lista de la Unidad Popular, donde no logró ser electo.
Durante la Dictadura Militar se concentró su trabajo profesional y apoyó a los opositores que estaban en la clandestinidad.
Una vez retornada la democracia, fue elegido concejal por Talca por los períodos 1992-1996 y 1996-2000 como militante del Partido Radical Socialdemócrata.

### Actividades deportivas y membresías
En su juventud fue jugador del club Green Cross. En el ámbito del fútbol también fue dirigente médico del Club Deportivo Rangers de Talca.
Socio del Colegio Médico de Chile; de la Sociedad Médica del Deporte; de la Sociedad de Cirugía Infantil y Ortopédica; y del Cuerpo de Bomberos. También fue miembro de la Cruz Roja y vicepresidente del Instituto Chileno-Soviético de Cultura.

## Historial electoral

### Elecciones parlamentarias de 1973
- Elecciones parlamentarias de 1973 Senador Sexta Agrupación Provincial, Talca, Linares, Curicó y Maule Período 1973-1981 (Fuente: Diario El Mercurio, Martes 6 de marzo de 1973)

### Elecciones municipales de 1992
- Elecciones municipales de 1992, para la alcaldía de Talca[4]

(Se consideran solamente los candidatos que resultaron elegidos para el Concejo Municipal)

### Elecciones municipales de 1996
- Elecciones municipales de 1996, para la alcaldía de Talca[5]

(Se consideran solamente los candidatos que resultaron elegidos para el Concejo Municipal)

### Elecciones municipales de 2004
- Elecciones municipales de 2004, para la concejo municipal de Talca[6]

(Se consideran solamente los candidatos que resultaron elegidos para el Concejo Municipal)